# Gabriel Retes
Gabriel Retes, właśc. José Ignacio Gabriel Jorge Retes Balzaretti (ur. 25 marca 1947 w Meksyku, zm. 20 kwietnia 2020) – meksykański aktor, reżyser, scenarzysta i producent filmowy. 

## Życiorys

### Wczesne lata
Urodził się w Meksyku jako syn aktorki Lucili Balzaretti (z domu Alarcón) i Ignacio Retesa (1918-2004), jednego z najważniejszych aktorów i reżyserów teatralnych w Meksyku, także nauczyciela. W wieku trzynastu lat zaczął występować na scenie w sztukach Sofoklesa, George’a Bernarda Shawa, Williama Szekspira i Eugene’a O’Neilla. Brał udział w różnych przedstawieniach wyreżyserowanych przez jego ojca. Przez dwa lata studiował literaturę hiszpańską na Uniwersytecie Iberoamerican. W 1969 porzucił studia. 

### Kariera
Zadebiutował na ekranie w filmie krótkometrażowym Płonący sen (Ardiendo en el sueño, 1968), nakręconym w formacie Super-8. Następnie wystąpił w dramacie kryminalnym El hijo pródigo (1969) jako porywacz, przygodowym filmie kryminalnym Cristo 70 (1970) w roli Pedro, komedii Juegos de alcoba (1971) jako hippis, dramacie Jesteśmy już mężczyznami (Ya somos hombres, 1970), komediodramacie Przepowiednia (Presagio, 1974), dreszczowcu Osaczona bestia (La bestia acorralada, 1975), komedii sensacyjnej Niezniszczalne siły (Las fuerzas vivas, 1975), dramacie historycznym Salwy w Marusii (Actas de Marusia, 1975), dramacie Lo mejor de Teresa (1976), dramacie Kwiaty z papieru (Flores de papel, 1978) i dramacie Rozprawa o metodzie (El recurso del método, 1978).
Od początku lat 70. tworzył własne filmy, początkowo krótkometrażowe. Już w swoim fabularnym debiucie Los años duros (1973) szokował użyciem przemocy w portretowaniu życia meksykańskiej klasy średniej. Nie unikał też tematów politycznych.
Jego film Kwiaty z papieru (1978) startował w konkursie głównym na 28. MFF w Berlinie. Jeden z jego kolejnych obrazów Bandera rota (1979) zaprezentowany został na 11. MFF w Moskwie. Ponownie do konkursu w Moskwie trafił po latach z filmem Słodki zapach śmierci (1999) z Diego Luną w roli głównej.

## Wybrana filmografia

### Reżyser
- Arresto domiciliario (2008)
- Bienvenido/Welcome 2 (2006)
- @festival.ron (2003)
- Despedida de amor (2003)
- La mudanza (2003)
- Słodki zapach śmierci (Un dulce olor a muerte, 1999)
- Bienvenido-Welcome (1994)
- El Bulto (1991)
- El nacimiento de un guerrillero (1989)
- La ciudad al desnudo (1988)
- Los náufragos del Liguria II: Los piratas (1985)
- Los náufragos del Liguria (1985)
- Mujeres salvajes (1984)
- Rozprawa o metodzie (El recurso del método, 1978)
- Bandera rota (1979)
- Kwiaty z papieru (1978)
- Nuevo mundo (1976)
- Chin Chin el Teporocho (1975)
- Los bandidos (1974)
- Los años duros (1973)
- Tribulaciones en el seno de una familia burguesa (1972)
- El asunto (1972)
- Fragmentos (1971)
- Comunicados de insurgencia obrera (1971)
- El paletero (1970)
- Sur (1970)

## Nagrody
- 1994: Nagroda Specjalna Jury San Juan CinemaFest w Puerto Rico
- 1994: Nagroda Publiczności Międzynarodowego Festiwalu Filmowego w Amiens we Francji
- 1994: Tercer Coral Ficción na międzynarodowym festiwalu nowego kina latynoamerykańskiego w Hawanie na Kubie
- 1995: Najlepszy scenariusz SilverGoddess
- 1997: Nagroda Casa de América z festiwalu filmowego w Ameryce Łacińskiej w Lleida w Hiszpanii